# Клаус Алофс
Клаус Алофс (Диселдорф, 5. децембар 1956) бивши је немачки фудбалер, који је играо на позицији нападача.
За репрезентацију Немачке играо је на 56 утакмица, једну на Светском првенству и две на Европском првенству, укључујући финале Европског првенства 1980. године.
Године 1999. након што је кратко радио као тренер Фортуне Диселдорф, постао је генерални директор Вердер Бремена, за који је некада играо и тамо је у тандему са Томасом Шафом помогао клубу да освоји Бундеслигу и Куп Немачке, а након тога одвео тим до финала Купа УЕФА 2008/09., са којим се уједно и квалификовао за Лигу шампиона шест пута.

## Каријера

### Клупска каријера
Алофс је рођен у Диселдорфу, а професионалну каријеру започео је у тиму Фортуна Диселдорд, 1975. године као нападачки везни играч и помогао му у узастопиним победама у Немачком купу, често играјући у тандему са братом близанцом Томасом Алофсом. У сезони 1978/1979. био је најбољи стрелац Бундеслиге. Године 1981. потписао је уговор са Келном, а сезоне 1985/1986. играп је на седам лигашких утакмица и постигао један гол са 70 метара, на мечу против Бајер Леверкузена. Наредне сезоне придружио се брату Томасу, а након тога напустио државу и играо три године у француском клубу Oлимпик Марсељ и у Бордоу.
Повукао се као фудбалер у јуну 1993. године када је имао 37 година, након три сезоне проведене у Вердер Бремену, где је такође успео да постигне добре резултате. У Купу победника купова 1991/92. играо је на мечу против Монака, када је његов тим славио победом са 2:0. Последње године каријер еодиграо је 16 утакмица без постигнутог гола. Укупно се појавио у 424 лигашке утакмице, а постигао је 177 голова. Када је отишао у енпзију био је на седмом месту листе најбољих стрелаца Бундеслиге. Године 1999. Алофс је ангажован као тренер Фортуна Диселдорфа, а након тога радио је као генерални директор Вордер Бремена.  У новембру 2012. године напусти је Бремен да би постао спортски директор Волфсбурга и на тој позицији био до децембра 2016. године.

### Интернационална каријера
Алофс је за репрезентацију Западне Немачке одиграо 57 мечева, постигавши 17 голова. Први меч одиграо је 11. октобра 1978. године у Прагу, против репрезентациције Чехословачке, када је његов тим славио победио од 4:3. Наставио је да игра за национални тим на Европском првенству 1980. и 1984. године, као и на Светско првенству 1986. године. Након успона Рудија Фелера и Јиргена Клинсмана, за Алофса у репрезентацији није било места, а последњи меч одиграо је 31. марта 1988. године на пријатељској утакмици против репрезентације Шведске, где је постигао гол. 

### Пост-играчка каријера
Уочи сезоне 1998/1999. Алофс је постављен за менаџера у бившем клубу Фортуна Диселдорф. У априлу 1999. године клуб је био на последњем месту табеле, а Алофс је тада отпуштен. У јулу 1999. постао је генерални директор Вердер Бремена, са којим је потписао двогодиишњи уговор. У сезони 2003/2004. Алофс и главни тренер Томас Шаф водили су Вердер из Бремена до освајања титула Бундеслиге и Купа Немачке. Након тога уследило је шест учешћа за Лигу шампиона. У сезони 2008/2009. клуб је стигао до финала Купа ЕУФА.

## Статистика

### Голови за репрезентацију
Резултати и статистика Алофса за репрезентаицију Немачке.
| #   | Датум               | Стадион                                             | Противник    | Гол | Резултат         | Такмичење                                 |
| --- | ------------------- | --------------------------------------------------- | ------------ | --- | ---------------- | ----------------------------------------- |
| 1.  | 12. септембар 1979. | Олимпијски стадион, Западни Берлин, Западна Немачка | Аргентина    | 1–0 | 2–1              | пријатељска утакмица                      |
| 2.  | 27. фебруар 1980.   | Весерс тадион, Бремен, Западна Немачка              | Малта        | 1–0 | 8–0              | Квалификације за Европско првенство 1980. |
| 3.  | 27. фебруар 1980.   | Весер стадион, Бремен Западна Немачка               | Малта        | 4–0 | 8–0              | Квалификације за Европско првенство 1980. |
| 4.  | 13. мај 1980.       | Комерцбанк арена, Франкфурт, Западна Немачка        | Пољска       | 2–1 | 3–1              | пријатељска утакмица                      |
| 5.  | 14. јун 1980.       | Стадион Сан Паоло, Наполи, Италија                  | Холандија    | 1–0 | 3–2              | Европско првенство 1980.                  |
| 6.  | 14. јун 1980.       | Стадион Сан Паоло, Наполи, Италија                  | Холандија    | 2–0 | 3–2              | Европско првенство 1980.                  |
| 7.  | 14. јун 1980.       | Стадион Сан Паоло, Наполи, Италија                  | Холандија    | 3–0 | 3–2              | Европско првенство 1980.                  |
| 8.  | 19. новембар 1980.  | ХДИ арена, Хановер, Западна Немачка                 | Француска    | 4–1 | 4–1              | пријатељска утакмица                      |
| 9.  | 7. јанаур 1981.     | Стадион Гран парк сентрал, Монтевидео, Уругвај      | Бразил       | 1–0 | 1–4              | Мундријалито 1980.                        |
| 10. | 16. децембар 1984.  | Национални стадион Та Кали, Атард, Малта            | Малта        | 2–1 | 3–2              | квалификације за Светско првенство 1986.  |
| 11. | 16. децембар 1984.  | Национални стадион Та Кали, Атард, Малта            | Малта        | 3–1 | 3–2              | квалификације за Светско првенство 1986.  |
| 12. | 30. април 1985.     | Џенерал арена, Праг, Чехословачка                   | Чехословачка | 5–0 | 5–1              | квалификације за Светско првенство 1986.  |
| 13. | 12. март 1986.      | Комерцбанк арена, Франкфурт, Западна Немачка        | Бразил       | 2–0 | 2–0              | пријатељска утакмица                      |
| 14. | 4. јун 1986.        | Стадион Корехидора, Сантијаго де Керетаро, Мексико  | Уругвај      | 1–1 | 1–1              | Светско првенство 1968.                   |
| 15. | 8. јун 1986.        | Стадион Корехидора, Сантијаго де Керетаро, Мексико  | Шкотска      | 2–1 | 2–1              | Светско првенство 1986.                   |
| 16. | 24. септембар 1986. | Стадион Паркен, Копенхаген, Данска                  | Данска       | 2–0 | 2–0              | пријатељска утакмица                      |
| 17. | 31. март 1988.      | Олимпијски стадион, Западни Берлин, Западна Немачка | Шведска      | 1–0 | 1–1 (2–4 пенали) | пријатељска утакмица                      |

## Награде и трофеји

### Као играч
Фортуна Диселдорф
- Куп Немачке: 1978/1979, 1989/1980.
- Куп победника купова: Другопласирани 1978/1979.

Келн
- Куп Немачке: 1982/1983.
- УЕФА Лига Европе: Другопласирани 1985/1986.

Oлимпик Марсељ
- Прва лига Француске: 1988/1989.
- Куп Француске: 1988/1989.

Вердер Бремен
- Бундеслига Немачке: 1992/1993.
- Куп Немачке: 1990/1991.
- Куп победника купова: 1991/1992.

Западна Немачка
- Европско првенство: 1980.
- Светско првенсто: Другопласирани 1986.

### Индивидуални
- Најбољи стрелац Будеслиге: 1978/1979, 1984/1985.[17]
- Најбољи тим Бундеслиге сезоне по избору спортског часописа Кикер: 1978/1979, 1984/1985, 1990/1991.[18][19][20][21]
- Најбољи стрелац Европског првенства: 1980.[22]
- Најбољи стрелац УЕФА Лиге Европе: 1985/1986.[23]

### Као генерални директор
Вердер Бремен
- Бундеслига: 2003/2004.[14]
- Куп Немачке: 2003/2004.[14]
- УЕФА Лига Европе: Другопласирани 2008/2009.[14]